# MODECOM
MODECOM株式会社（モードコム株式会社、英名：MODECOM Co., Ltd.）は、大阪市中央区、東京都港区にオフィスを置くブランドマーケティング会社。事業セグメントとして、ブランドコンサルティング、ライセンスビジネス、ビジネスソリューション、そしてファッションブランドM&Aを行っている企業である。

## 概要
1974年にファッションプロデューサー真野健三によって創業。創業時はデザイン、コピー等広告プロモーション事業としてスタート。特に、海外遊学中のファッション経験を生かし、ファッション分野に特化したアート、デザイン、プロモーションを行う。
後、多岐にわたりデザイナーとのコラボによりコンサルタント、ライセンシングビジネスに参入。
新商品の開発や再生ビジネスに事業拡大する。
1990年代、MODE COMMUNICATIONSを企業テーマとし、企業、デザイナー、アーティスト等との連携を深め、新ブランドの事業スタートや販売サポート等、新しい時代に対応した魅力ある商品創りに専念。
直近では、国内海ブランド及びデザインの商標権、意匠権・著作権等の知的所有権の買収、許諾のみならず、販売権の取得やブランドＭ＆Ａなどを手掛けている。
現取扱ライセンシングブランド　K3 Illustrated by SEITARO KURODA、Yin&Yang、CLIO BLUE、COURREGES、YUKIKO HANAI、HIROMI YOSHIDA等

## 沿革
- 1974年（昭和49年） - 大阪市中央区にて創業
- 1988年（昭和63年） - 大阪市中央区にて真野商品研究所設立
- 2000年（平成12年） - 大阪市中央区備後町、綿業倶楽部に移転
- 2009年（平成21年） - MODECOM株式会社に社名変更
- 2010年（平成22年） - 東京都港区にR&D開設
- 2016年（平成28年） - 東京都港区六本木に東京オフィスを移転　 パリオフィス開設

## グループ会社
- 真野商品研究所株式会社
- GENERATION SYSTEM.,Inc.